# Matthias Schmid
Matthias Schmid (Viena, 12 de diciembre de 1980) es un deportista austríaco que compitió en vela en la clase 470.
Ganó una medalla de plata en el Campeonato Europeo de 470 de 2014. Participó en tres Juegos Olímpicos de Verano, entre los años 2008 y 2016, ocupando el octavo lugar en Río de Janeiro 2016, en la clase 470.

## Palmarés internacional
| \| Campeonato Europeo \| Campeonato Europeo \| Campeonato Europeo \| Campeonato Europeo \| \| Año \| Lugar \| Medalla \| Clase \| \| ------------------ \| ------------------ \| ------------------ \| ------------------ \| \| 2014 \| Atenas (Grecia) \| Medalla de plata \| 470 \| |                 |                  |       |
| Campeonato Europeo |                 |                  |       |
| Año | Lugar           | Medalla          | Clase |
| 2014 | Atenas (Grecia) | Medalla de plata | 470   |